# 五云镇 (赣州市)
五云镇，是中华人民共和国江西省赣州市赣县区下辖的一个乡镇级行政单位。

## 行政区划
五云镇下辖以下地区：
社区、五云村、赣江村、日红村、千丈村、新阳村、南田村、大岭村、下丹村、上丹村、夏潭村、左坑村和蓬村。